# Okręg Foix
Okręg Foix (fr. Arrondissement de Foix) – okręg w południowo-zachodniej Francji. Populacja wynosi 50 100.

## Podział administracyjny
W skład okręgu wchodzą następujące kantony:
- Ax-les-Thermes,
- Bastide-de-Sérou,
- Cabannes,
- Foix-Rural,
- Foix-Ville,
- Lavelanet,
- Quérigut,
- Tarascon-sur-Ariège,
- Vicdessos.